# Đunis
Đunis (izvirno srbsko Ђунис) je naselje v Srbiji, ki upravno spada pod Občino Kruševac; slednja pa je del Rasinskega upravnega okraja.

### Demografija
V naselju, katerega izvirno (srbsko-cirilično) ime je Ђунис, živi 696 polnoletnih prebivalcev, pri čemer je njihova povprečna starost 47,1 let (44,1 pri moških in 49,9 pri ženskah). Naselje ima 276 gospodinjstev, pri čemer je povprečno število članov na gospodinjstvo 2,94.
To naselje je, glede na rezultate popisa iz leta 2002, večinoma srbsko.
|  |

| Demografija | Demografija     | Demografija     |
| Leto        | Št. prebivalcev | Št. prebivalcev |
| ----------- | --------------- | --------------- |
|             |                 |                 |
|             |                 |                 |
|             |                 |                 |
|             |                 |                 |
| 1948        | 1567            |                 |
| 1953        | 1637            |                 |
| 1961        | 1417            |                 |
| 1971        | 1278            |                 |
| 1981        | 1139            |                 |
| 1991        | 1006            | 976             |
| 2002        | 833             | 812             |
|             |                 |                 |

| Etnična sestava po popisu iz leta 2002 | Etnična sestava po popisu iz leta 2002 | Etnična sestava po popisu iz leta 2002 | Etnična sestava po popisu iz leta 2002 | Etnična sestava po popisu iz leta 2002 |
| -------------------------------------- | -------------------------------------- | -------------------------------------- | -------------------------------------- | -------------------------------------- |
| Srbi                                   | Srbi                                   |                                        | 779                                    | 95,93%                                 |
| Romi                                   | Romi                                   |                                        | 19                                     | 2,33%                                  |
| Jugoslovani                            | Jugoslovani                            |                                        | 5                                      | 0,61%                                  |
| Črnogorci                              | Črnogorci                              |                                        | 4                                      | 0,49%                                  |
| Hrvati                                 | Hrvati                                 |                                        | 1                                      | 0,12%                                  |
| Neznano                                | Neznano                                |                                        | 1                                      | 0,12%                                  |